# بطولة العالم للدراجات على المضمار 1957
بطولة العالم للدراجات على المضمار 1957 هي الدورة ال54 من بطولة العالم للدراجات على المضمار، أجريت في روكوت، بلجيكا.

## النتائج النهائية
| المسابقة                              | ذهبية               | فضية                | برونزية               |
| ------------------------------------- | ------------------- | ------------------- | --------------------- |
| السرعة الفردية                        | Jan Derksen (NED)   | آري فان فليت (NED)  | Roger Gaignard (FRA)  |
| سباق المطاردة الفردية                 | روجر ريفيير (فرنسا) | ألبرت بوفيت (فرنسا) | غيدو ميسينا (إيطاليا) |
| سباق مطاردة الدراجة النارية للمحترفين | Paul Depaepe (BEL)  | Walter Bucher (SUI) | Graham French (AUS)   |